# 杨耀辉
杨耀辉（英語：Charles Yeo Yao Hui，1990年—）是新加坡律师及前政治人物，曾于2020年至2022年担任反对党革新黨（RP）主席。

## 教育背景
杨耀辉曾就读于新加坡百德小学、维多利亚中学与英华自主中学，之后毕业于华威大学法律系。

## 职业生涯

### 政治生涯
杨耀辉自2011年加入革新黨，自2019年6月起成为党中央执行委员会成员。
他是2020年新加坡大选中革新黨五人小组之一，代表角逐宏茂桥集选区，挑战由新加坡总理李显龙领导的人民行动党团队，最终以28.09%的得票率败选。
杨因在宏茂桥集选区的政党广播中独自以华语发表演说而走红。由于其普通话不流利且措辞独特，引发网络热议和模仿，甚至获得总理夫人何晶的称赞。
2020年8月5日，惹耶勒纳姆将前主席朱添寿与财政Noraini Yunus从中委会中除名，改由杨与副财政Mahaboob Batcha接任主席与财政。
由于涉嫌在律师事务所工作期间犯下失信与伪造文件罪行，杨于2022年1月15日暂时卸任党主席职务。

### 法律生涯
杨于2016年获得律师资格，并从事刑事辩护工作。
他于2022年1月12日被新加坡警察部队以涉嫌失信与伪造文件罪名逮捕。他称逮捕过程不专业，指控“完全被捏造”，但警方否认逮捕具有政治动机。
案件与Whitefield律师事务所有关，四名客户举报其涉嫌失信与伪造文件。
其后他向公众发起众筹支付法律费用， 并发行非同质化代币（NFT）进行筹款。
之后他加入S K Kumar律师事务所工作。 他获准于2022年7月27日至30日赴越南处理工作事务，惟其未按时归国并交还护照。
2022年8月2日，法院应检方要求签发逮捕令。 截至2024年11月23日，英国法院正就其引渡请求进行审理。新加坡方面指控其“教唆欺诈”，而杨则申请政治庇护。